# Hrvatska udruga kolekcionara bajoneta Trolist
Hrvatska udruga kolekcionara bajoneta Trolist (HUKB Trolist) neprofitna je udruga građana osnovana s ciljem promicanja, razvitka i unapređenja kolekcionarstva općenito, a posebno kolekcionarstva bajoneta i hladnog oružja kako u Hrvatskoj tako i u svijetu. Udruga je registrirana pri Gradskom uredu za opću upravu Grada Zagreba i upisana u Registar udruga Republike Hrvatske. 
Skupina kolekcionara militarije odlučila je 2009. godine okupiti se u udruzi te svojim radom i znanjem pridonijeti očuvanju i razvoju hrvatske kulturne tradicije. Iz tih je pobuda 2010. godine osnovana Hrvatska udruga kolekcionara militarije Trolist, no kako se s vremenom profilirao krug kolekcionara bajoneta, udruga je 2012. godine promijenila ime u Hrvatska udruga kolekcionara bajoneta Trolist. Promjena imena označila je ujedno i glavni smjer djelovanja udruge, ali nikako nije lišila članstva ostale kolekcionare. Budući da se dio članova bavi sakupljanjem hrvatskog ratnog znakovlja, 2015. godine osnovan je Klub kolekcionara hrvatskog ratnog znakovlja kao posebno radno tijelo unutar udruge. Unatoč predrasudama i izrazito teškom početku, udruga je s vremenom uspjela promovirati različite oblike kolekcionarstva te na taj način osvijestiti i potrebu za očuvanjem još jednog oblika hrvatske kulturne tradicije. 
Usko specijalizirana grupa članova - entuzijasta i stručnjaka organizira brojne domaće i međunarodne sajmove, druženja, izložbe i slične manifestacije. Članovi udruge redovito posjećuju sva važnija kolekcionarska događanja ne samo u Hrvatskoj već i u svijetu. Svakodnevno usavršavaju svoja znanja i razvijaju se kao stručnjaci za pojedina područja.
HUKB Trolist na svojim projektima surađuje s brojnim institucijama, udrugama i istaknutim pojedincima poput Ministarstva obrane, Ministarstva unutarnjih poslova, Vojnim muzejom, Hrvatskom udrugom vojnih minijaturista. brojnim muzejima, galerijama i drugim institucijama. Mediji su također pomogli razbiti predrasude vezane za sakupljanje hladnog oružja i militarije općenito na način da su aktivnostima udruge posvetili pažnju u Dnevniku Hrvatske radio televizije i drugim emisijama. 
Članovi HUKB Trolist godišnje organiziraju dva do tri Međunarodna susreta kolekcionara militarije koje redovito posjećuju uz domaće posjetitelje gosti iz Bosne i Hercegovine, Češke, Italije, Mađarske, Makedonije, SAD-a, Slovenije i drugih zemalja. Također članovi i simpatizeri udruge nekoliko puta godišnje organiziraju izložbe predmeta iz svojih kolekcija. Do sada najveća izložba bila je "Vojska pobjednika" koju je organizirala HUKB Trolist u suradnji s Vojnim muzejom MORH-a povodom 25 godina početka Domovinskog rata.  
Niti jedan član udruge nije nikada dobio naknadu za svoje djelovanje u udruzi. Svi članovi kao i vodstvo rade isključivo dobrovoljno i bez naknade za obavljeni posao. Sakupljajući hladno oružje članovi udruge ne izlažu i ne slave oruđe uništenja i kaosa – tek umeću malene dijelove u mozaik nepregledne prošlosti ljudskoga roda kako bi buduće generacije mogle nesmetano spoznati i još više cijeniti plodove mira.

## Izložbe koje je organizirala HUKB Trolist
- Izložba Martina Čatera Vojna povijest, 24. veljače 2018.
- Izložba Opinel noževa i alata, Zagreb, 9. rujna 2017.
- Izložba Prva gardijska brigada Tigrovi, Zagreb, 27. svibnja 2017.
- Izložba Wehrmacht (u suradnji s Vojnim muzejom MORH-a), Zagreb, 18. veljače 2017.
- Izložba ratnog vojnog znakovlja pripadnika HOS-a, Zagreb, 22. listopada 2016.
- Vojska pobjednika (u suradnji s Vojnim muzejom MORH-a), Zagreb, 27. svibnja - 24. lipnja 2016.
- Izložba minijatura vatrogasnih vozila (u suradnji s Vedranom Runjićem, višim stručnim savjetnikom za muzejsku djelatnost i kustosom Muzeja hrvatskog vatrogastva), Zagreb, 11. lipnja 2016.
- Oznake policije iz Domovinskog rata, Zagreb 27. veljače 2016.
- Izložbeni postav vojne i ratne povijesti (u suradnji s Muzejom vojne i ratne povijesti iz Pakraca), Zagreb, 26. rujna 2015.
- Ratna mornarica Nezavisne Države Hrvatske, Zagreb, 7. ožujka 2015.
- Skandinavske bajonete, Zagreb, 7. ožujka 2015.
- Izložba vatrogasnih šljemova i kapa, Zagreb, 7. ožujka 2015.
- Izložba Koprivnica u Prvom svjetskom ratu 1914. – 1918. (u suradnji s Muzejom grada Koprivnice izložene KUK bajoneta HUKB Trolista), Koprivnica, 12. prosinca 2014. do 31. siječnja 2015.
- Izložba bajoneta iz Prvog svjetskog rata (u suradnji s Hrvatskom udrugom vojnih minijaturista), Zagreb, 08. – 14. prosinca 2014.
- Hladno oružje iz Domovinskog rata, Zagreb, 04. listopada 2014.
- Ratno znakovlje iz Domovinskog rata, Zagreb, 04. listopada 2014.
- Izbor bajoneta iz kolekcije Dražena Horačeka, Zagreb, 13. rujna 2014.
- Izbor bajoneta iz kolekcije Damira Vukovića, Koprivnica, 18. svibnja 2014.
- Vojni satovi Prvog i Drugog svjetskog rata (u usradnji s Perom Radićem), Zagreb, 17. svibnja 2014.
- Izložba Kriegmarine, Zagreb, 17. svibnja 2014.
- Izložba bajoneta članova HUKB Trolist, (u sklopu maketarskog kupa Crna kraljica) Zagreb, 14. rujna 2013.
- Izložba bajoneta članova HUKB Trolist (u sklopu manifestacije Podravski motivi), Koprivnica, 28. – 30. lipnja 2013.

## Kolekcionarska događanja koje je organizirala HUKB Trolist
- Jedanaesti međunarodni susret kolekcionara militarije, Zagreb, 24. veljače 2018.
- Deseti međunarodni susret kolekcionara militarije, Zagreb, 7. listopada 2017.
- Deveti međunarodni susret kolekcionara antikviteta, Zagreb, 27. svibnja 2017.
- Osmi međunarodni susret kolekcionara militarije, Zagreb, 18. veljače 2017.
- Sedmi međunarodni susret kolekcionara militarije, Zagreb, 22. listopada 2016.
- Šesti međunarodni susret kolekcionara militarije, Zagreb, 11. travnja 2016.
- Peti međunarodni sajam kolekcionara militarije, Zagreb, 27. veljače 2016.
- Četvrti međunarodni sajam kolekcionara militarije, Zagreb, 16. rujna 2015.
- Treći međunarodni sajam kolekcionara militarije, Zagreb, 07. ožujka 2015.
- Drugi međunarodni sajam kolekcionara militarije, Zagreb, 04. listopada 2014.
- Prvi međunarodni sajam kolekcionara militarije, Zagreb, 17. svibnja 2014.
- Izložbeno prodajni sajam kolekcionarstva (u suradnji s Varaždinskim klubom kolekcionara), Varaždin, 11. prosinca 2010.
- Vremeplov - izložbeno prodajni sajam (u suradnji s Kino klubom Dubrava), Zagreb, 13. studenoga 2010.
- Vremeplov - izložbeno prodajni sajam (u suradnji s Kino klubom Dubrava), Zagreb, 09. listopada 2010.
- Proljetni izložbeno prodajni sajam militarije, Zagreb, 17. travnja 2010.
- Treći izložbeno prodajni sajam militarije (u suradnji s UHDDR Dubrava), Zagreb 14. studenoga 2009.

## Vanjske poveznice
- Službene web stranice HUKB Trolist